# Neptis sankara
Neptis sankara är en fjärilsart som beskrevs av Vincenz Kollar 1844. Neptis sankara ingår i släktet Neptis och familjen praktfjärilar. Inga underarter finns listade i Catalogue of Life.

## Bildgalleri

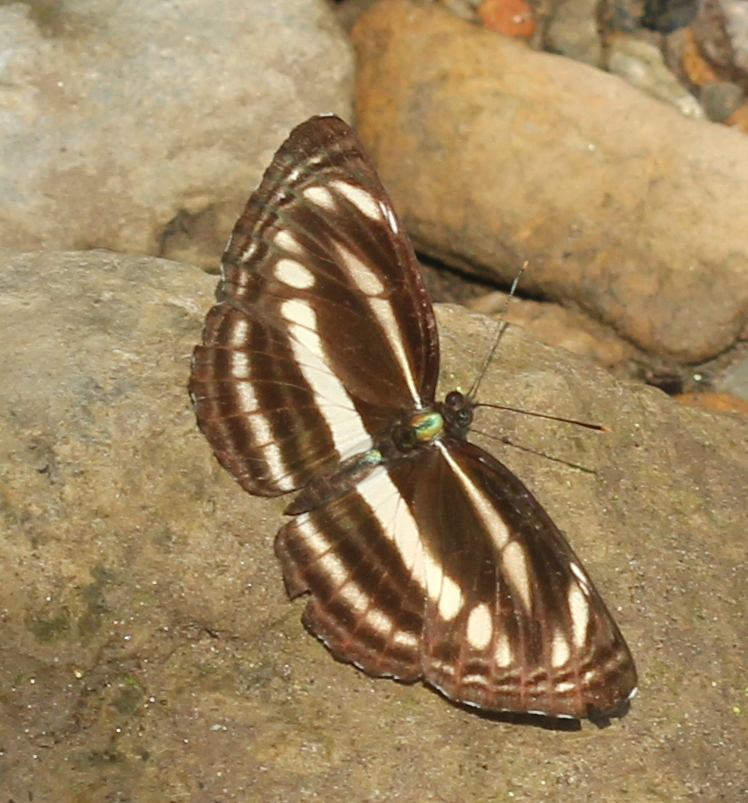